# ساوفيجنون بلانك
ساوفيجنون بلانك، عنب اخضر اللون يزرع في منطقة بوردو في فرنسا. حصل العنب على هذا الاسم من الكلمتين الفرنسيتين سوفاج ومعناها بري وكلمة بلانك ومعناها أبيض نظرا لأصوله المبكرة كعنب محلي في جنوب غرب فرنسا. من المحتمل أن يكون ساوفيجنون بلانك من نسل السافانين. يزرع ساوفيجنون بلانك في العديد من مناطق النبيذ في العالم، ينتج نبيذا متنوعا أبيض اللون هش وجاف ومنعش. يعتبر العنب من أحد مكونات نبيذ الحلوى الشهير من سوترنس وبارساك. يزرع ساوفيجنون على نطاق واسع في فرنسا وتشيلي ورومانيا وكندا وأستراليا ونيوزيلندا وجنوب إفريقيا وبلغاريا وواشنطن وكاليفورنيا في الولايات المتحدة. يطلق على ساوفيجنون بلانك اسم فومي بلان، في بعض الأماكن في العالم الجديد، خاصةً من كاليفورنيا، وهو مصطلح تسويقي صاغه روبرت موندا في إشارة إلى بويلي فومي.
اعتمادا على المناخ، يمكن أن تكون النكهة من الأعشاب الاستوائية القوية. في الأماكن ذات درجة الحرارة المنخفضة، يميل العنب إلى إنتاج نبيذ مع حموضة ملحوظة ونكهات خضراء من العشب مثل نكهة الفلفل الأخضر والقراص مع بعض الفاكهة الاستوائية مثل فاكهة الماراكويا والزهور مثل نبات البلسان. في الأماكن الدافئة، يمكن أن تطور أوراق الفاكهة الاستوائية العنب أكثر، لكنها تخاطر بفقدان الكثير من الرائحة من الإفراط في النضج، تاركة فقط الجريب فروت وفاكهة الأشجار مثل الخوخ.
استخدم خبراء النبيذ عبارة هش وأنيق وطازج كوصف إيجابي لساوفيجنون بلانك من وادي لوار ونيوزيلندا. عندما يبرد ساوفيجنون قليلا، تقترن رائحته جيدا بالسمك أو الجبن، وخاصة رائحة الماعز. يعرف ساوفيجنون بلانك بأنه أحد أنواع النبيذ القليلة التي يمكن دمجها مع السوشي.
إلى جانب عنب ريسلينج، كان ساوفيجنون بلانك أحد أول أنواع النبيذ الفاخر المعبأ بغطاء لولبي بكميات تجارية، خاصة من قبل المنتجين النيوزيلنديين. عادة ما يتم استهلاك شجرة عنب ساوفيجنون بلانك الصغيرة، لأن النبيذ لا يستفيد منه بعد الشيخوخة، تميل شجرة ساوفيجنون بلانك إلى التنوع، حيث أنها تطور روائح نباتية تذكرنا بالبازلاء والهليون. من بعض الأمثلة القليلة على ساوفيجنون بلانك مع احتمال الشيخوخة، بوردو الأبيض الجاف والحلو، بما في ذلك أمثلة من عمر البلوط منها بيساك ليوجنان وجريفز، بالإضافة إلي بعض نبيذ لوار من بويلي فومي وسانسيري.
أول جمعة من شهر مايو كل عام هو يوم ساوفيجنون بلانك الدولي.

## التاريخ

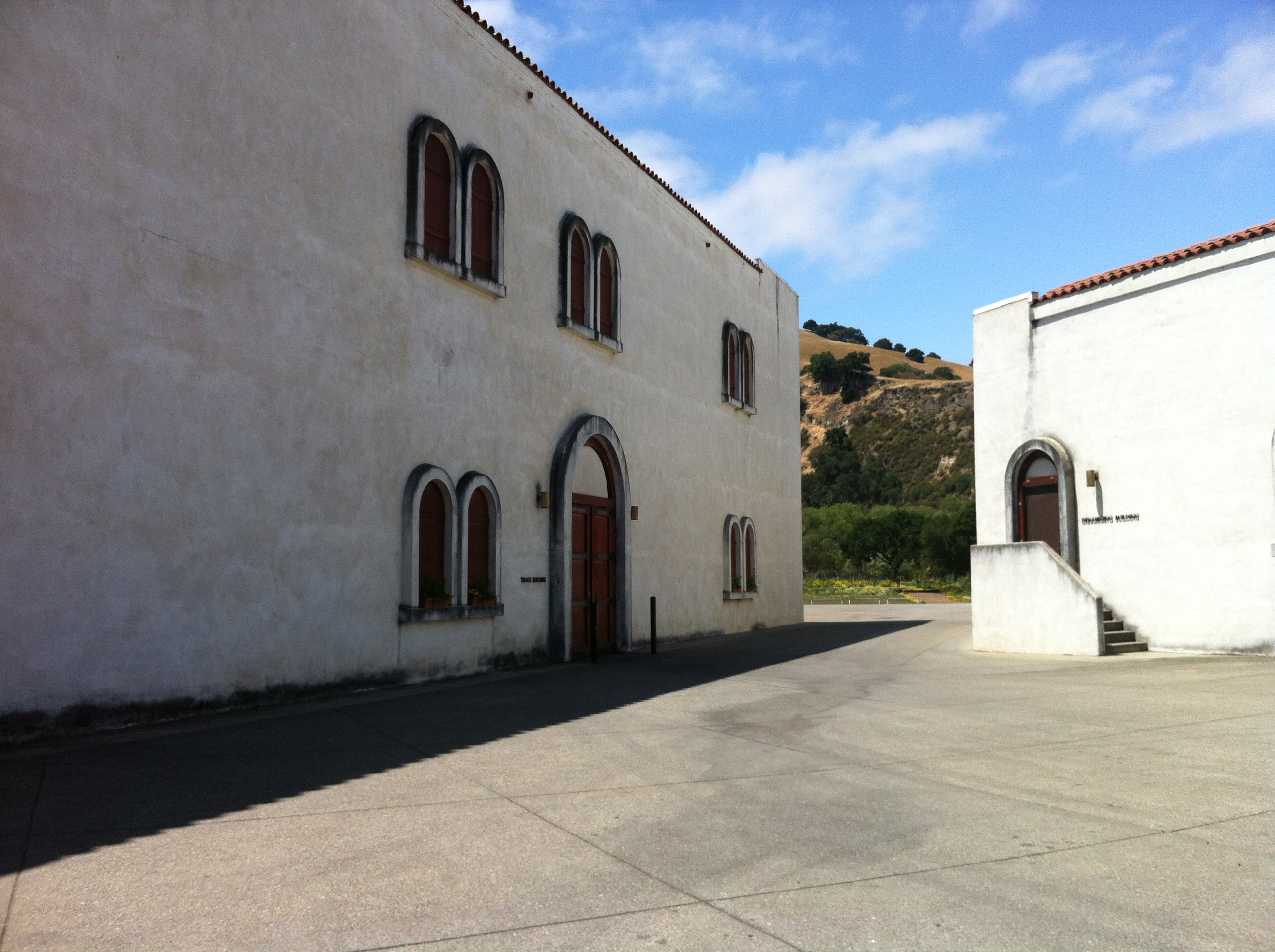
تم تقديم المزارع الأولى من ساوفيجنون إلى كاليفورنيا في مصنع نبيذ كريستا بلانكا في وادي ليفرمور.

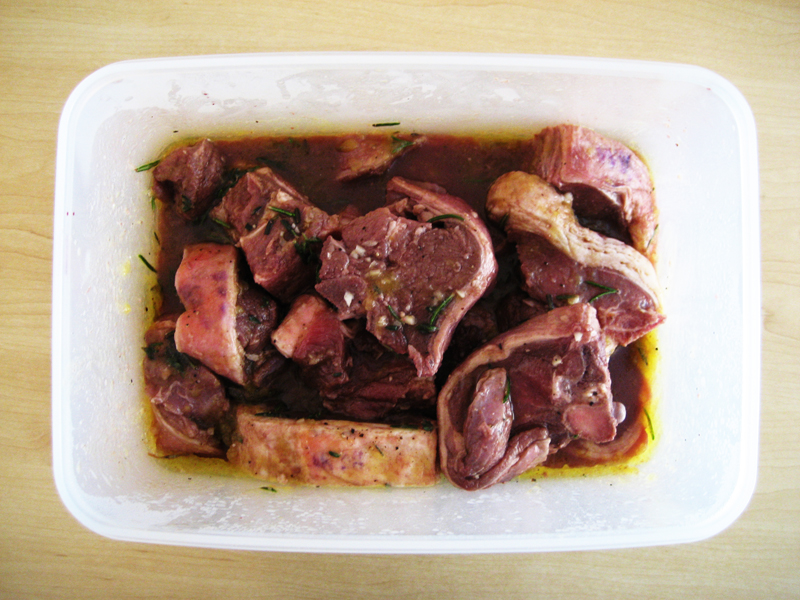
تقترن اللحوم الحمراء الدهنية، مثل لحم الضأن، جيدًا مع ساوفيجنون بلانك نظرًا لقدرة البروتينات والدهون على إبطال بعض صفات التانيك في النبيذ.

يرجع أصل عنب ساوفيجنون بلانك إلى غرب فرنسا في منطقتي وادي اللوار ومنطقة بوردو. ليس من الواضح ما إذا كانت الكرمة نشأت في غرب فرنسا أم لا. تشير الأبحاث الجارية إلى أنها ربما تكون قد انحدرت من السافانين. ربما تكون قد ارتبط أيضا بعائلة كارمينير. في وقت ما من القرن الثامن عشر، تم إقران الكرمة مع كابيرنت فرانك لأب من كرمة كابيرنت ساوفيجنون في بوردو. في القرن التاسع عشر، غالبا كانت المزروعات في منطقة بوردو تتخللها ساوفيجنون فير، كذلك طفرة ساوفيجنون الوردية. قبل وباء نبات الفيلوكسيرا، طاعون الحشرات الذي دمر كروم العنب الفرنسي في القرن التاسع عشر، تم نقل هذه القطع المتناثرة إلى تشيلي حيث لا تزال الخلطات الحقلية شائعة اليوم. على الرغم من التشابه في الأسماء، فإن ساوفيجنون بلانك ليس له علاقة معروفة بطفرة ساوفيجنون روز الموجودة في وادي اللوار بفرنسا.
تم جلب أولى شتلات ساوفيجنون بلانك إلى كاليفورنيا بواسطة تشارلز ويتمور، مؤسس مصنع نبيذ كريستا بلانكا، في ثمانينيات القرن التاسع عشر. جاءت هذه الشتلات من مزارع كروم سوترنس الموجودة في شاتو ديكم. أنتجت المزارع بشكل جيد في ليفرمور فالي. في النهاية، حصل النبيذ على الاسم المستعار فومي بلان في كاليفورنيا عن طريق الترويج لروبرت موندافي في عام 1968. تم إدخال العنب لأول مرة إلى نيوزيلندا في السبعينيات كمزرعة تجريبية ليتم مزجها مع مولر ثورجاو.

## المناخ والجغرافيا

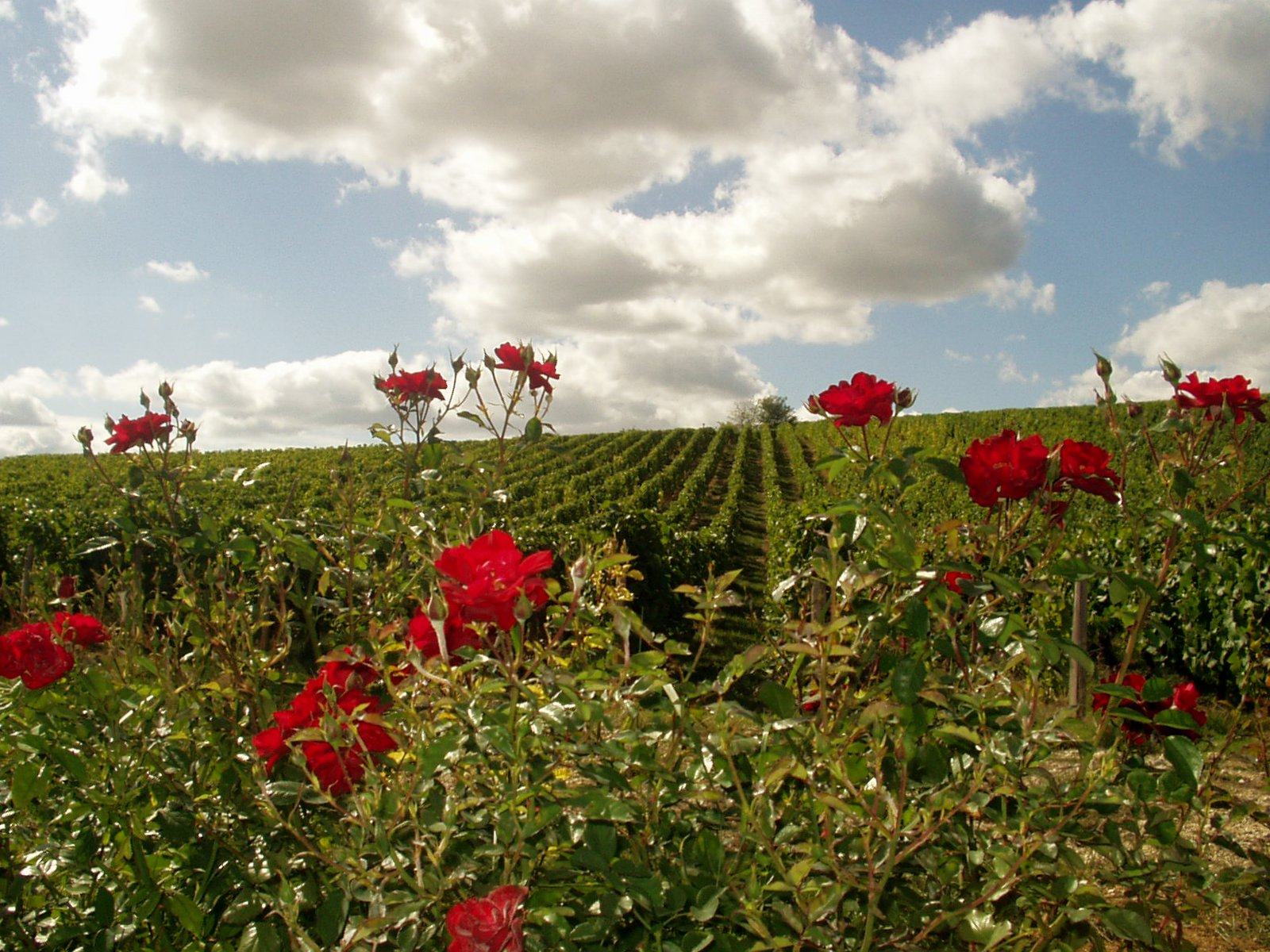
غالبًا ما تتبرعم كرمة ساوفيجنون في وقت متأخر ولكنها تنضج مبكرا، مما يسمح لها بأداء جيد في المناخات المشمسة عندما لا تتعرض للحرارة الشديدة.

غالبًا ما تتبرعم كرمة ساوفيجنون في وقت متأخر ولكنها تنضج مبكرا، مما يسمح لها بأداء جيد في المناخات المشمسة عندما لا تتعرض للحرارة الشديدة. في المناطق الدافئة مثل جنوب إفريقيا وأستراليا وكاليفورنيا، يزدهر العنب في تسميات مناخية أكثر برودة مثل منطقة ألكسندر فالي. في المناطق التي تتعرض فيها الكرمة للحرارة العالية، سوف يصبح العنب سريع النضج بشكل مفرط وينتج نبيذا بنكهات باهتة وحموضة مسطحة. أدى ارتفاع درجات الحرارة العالمية إلى قيام المزارعين بحصاد العنب في وقت أبكر مما كانوا عليه في الماضي.
نشأ العنب في فرنسا، في مناطق بوردو ووادي اللوار. يوجد مزارع واسعة في كاليفورنيا وأستراليا وتشيلي وجنوب إفريقيا، وتزداد شعبية ساوفيجنون بلانك بشكل مطرد حيث يبحث شاربو النبيذ الأبيض عن بدائل لشاردونيه. يمكن العثور على العنب أيضا في إيطاليا وأوروبا الوسطى.

## مناطق النبيذ

### فرنسا

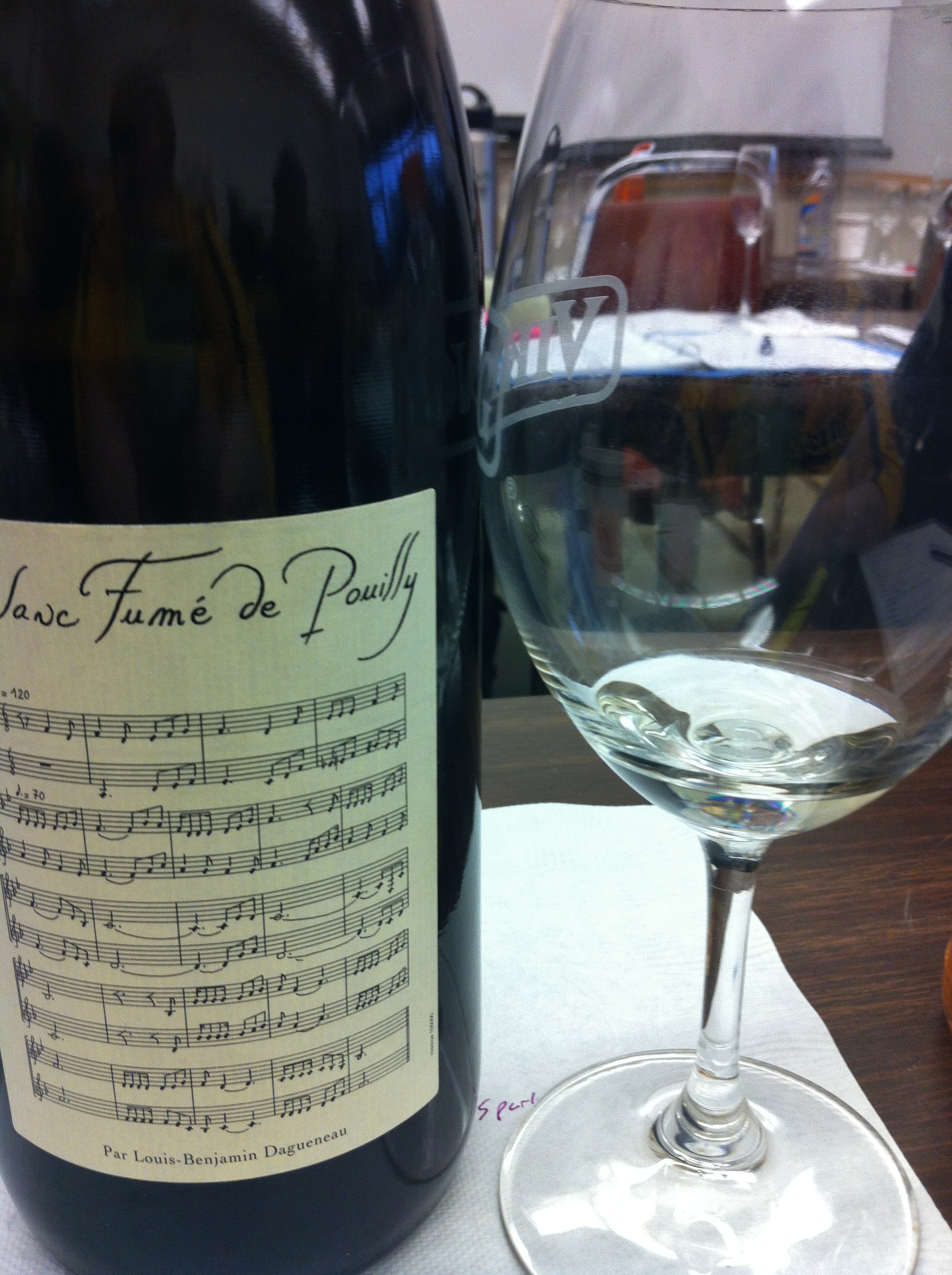
زجاجة بولي فوميه من وادي لوار، بفرنسا.

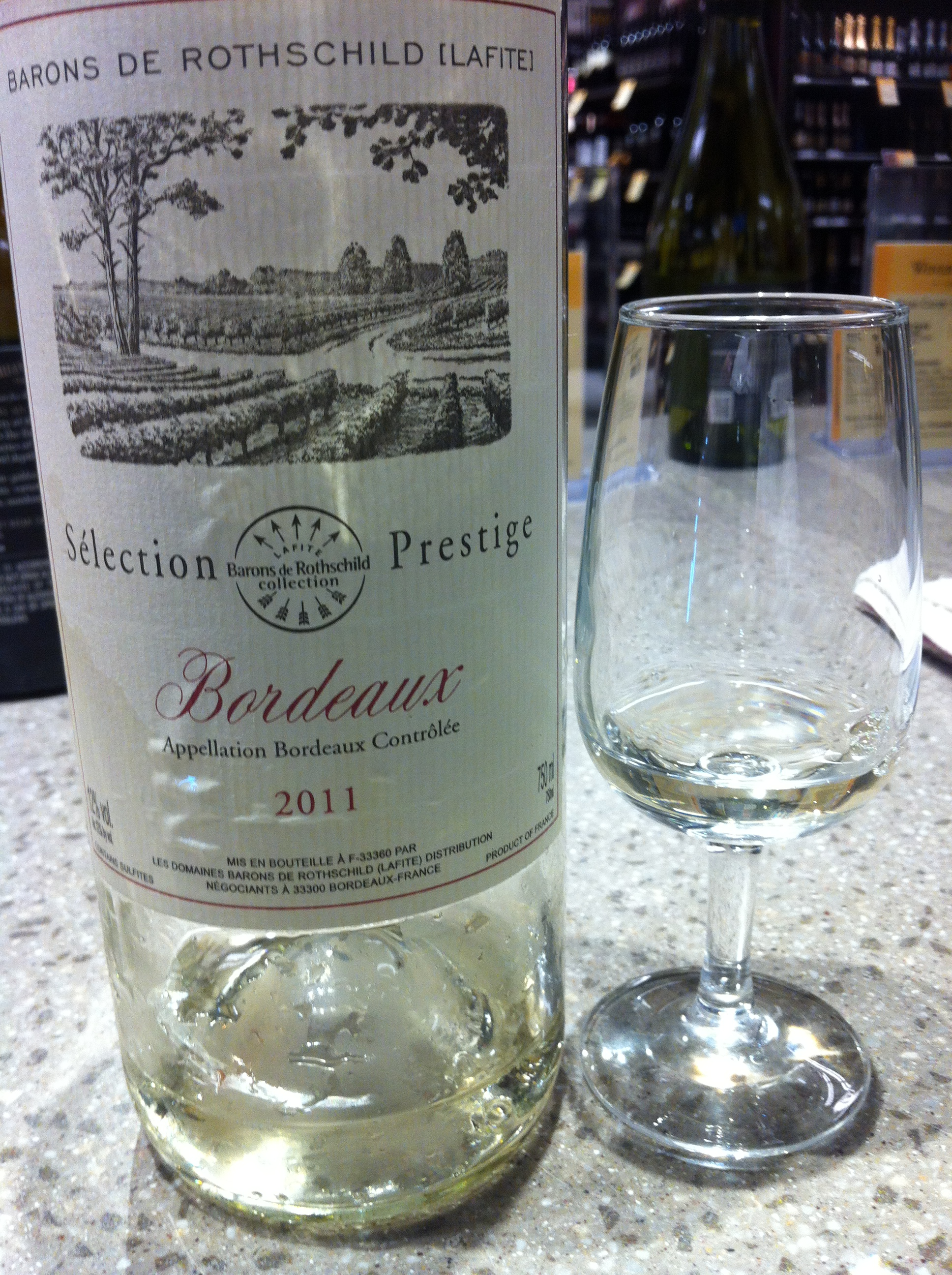
بوردو أبيض جاف مصنوع من مزيج من عنب ساوفيجنون بلانك والسيمليون.

في فرنسا، يزرع ساوفيجنون بلانك في المناخ البحري أو المحيطي لبوردو، خاصة في انتري دوكس ميرس وجريفز وبيساك لوجنان كنبيذ جاف، بينما يزرع في سوترنس كنبيذ حلو، كذلك المناخ القاري في لوار فالي مثل بويلي فومي وسانسيري وساوفيجنون دي توريني. يعتبر مناخ هذه المناطق مواتي بشكل خاص في إبطاء نضج الكرمة، مما يتيح للعنب المزيد من الوقت لتطوير التوازن بين مستويات الحموضة والسكر. هذا التوازن مهم في تطوير كثافة روائح النبيذ. يعطي صانعي النبيذ في فرنسا اهتماما خاصا لخصائص التربة والعناصر المختلفة التي يمكن أن تنقلها إلى النبيذ.
تنتج المناطق التباشيرية والكيمريدجية الموجودة في منطقة سانسيري ومنطقة بويي نبيذا غنيا، بينما تنتج المناطق ذات التربة الطباشيرية الأكثر إحكاما نبيذا بمزيد من الدقة والعطور. تربة الحصى الموجودة بالقرب من نهر لوار وروافده تضفي نكهات حارة وزهرية ومعدنية، بينما في بوردو تكون الأشجار أكثر اثمارا. تميل أشجار العنب المزروعة في الصوان إلى إنتاج النبيذ الأقوى والأطول عمرا.
نشأ بويلي فومي من منطقة بويلي سور لوار التي تقع مباشرة على نهر لوار. تتمتع هذه المنطقة بالتربة الصخرية مع رواسب من الحجر الجيري التي يعتقد السكان المحليون أنها تضفي نكهة مدخنة وصوان مسدس على النبيذ، من ثم تم ربط الكلمة الفرنسية سموكي بالنبيذ. يعد ساوفيجنون بلانك واحدا من أربعة أنواع من العنب الأبيض المسموح بها في إنتاج نبيذ بوردو الأبيض، يستخدم ساوفيجنون بلانك في الغالب كعنب مزج، هو العنب الرئيسي في بافيلون بلانك في شمال وادي الرون. يتم مزج ساوفيجنون بلانك مع تريسالييه لصنع نبيذ أبيض لاذع.
في منطقة سوترنس، يمزج العنب مع سيميلون لصناعة نبيذ سوترنس المتأخر. يختلف تكوين ساوفيجنون بلانك عن المنتج النهائي حيث يمكن أن تتراوح النسبة من 5 في المئة إلى 50 في المئة مع استخدام عنب شاتو ديكم سريع النمو بنسبة 20 في المئة. يتم زراعة كرمة ساوفيجنون بلانك على فترات منتظمة من صفوف سيميلون وهى إحدى الممارسات التقليدية في سوفرنس. لا يمتاز عنب ساوفيجنون الناضج في مدة تقل عن اسبوعين بالجودة، حيث انه يفقد بعضا من شدته ورائحته أثناء تعليقه لفترة أطول على الكرمة. قد دفع هذا المزيد من المنتجين إلى عزل بضائعهم من ساوفيجنون.
بالقرب من حافة بلدة شابلي توجد شركة AOC وتعرف باسم سانت بريس، التي تهتم اهتماما شديدا بانتاج ساوفيجنون بلانك.

### أستراليا
في منطقة نهر مارغريت في استراليا يتم مزج عنب ساوفيجنون مع سيميلون. الأنواع الكثيرة والمتنوعة المصنوعة من عنب ساوفيجنون بلانك من تلال أديلايد وبادثواي لها أسلوب مميز عن المصنوعة من قبل النيوزيلنديين، لأنه يميل إلى أن يكون أكثر نضجا، حيث أن نكهة الفاكهة مع الخوخ الأبيض ونوتات الجير تجعل حموضة اعلى قليلا.

### تشيلي والبرازيل
في أوائل تسعينيات القرن الماضي، بدأ علم النبات في التميز بين ساوفيجنون بلانك ومزارع ساوفيجنون فير في تشيلي. في تشيلي ساوفيجنون بلانك غير الممزوج أقل حمضية بشكل ملحوظ من نبيذ نيوزيلندا وأكثر تشابها مع الشكل الفرنسي النموذجي للنبيذ التشيلي. منطقة بالبارايسو هي أكثر منطقة شهيرة بزراعة ساوفيجنون بلانك في تشيلي، بسبب مناخها الأكثر برودة الذي يسمح بجمع العنب بعد ستة أسابيع من التقاطه في أجزاء أخرى من تشيلي.
في البرازيل، اكتشف علماء علم النبات أن عنب ساوفيجنون بلانك المزروع في المنطقة في الحقيقة هو سيفال بلانك.

### نيوزلاندا

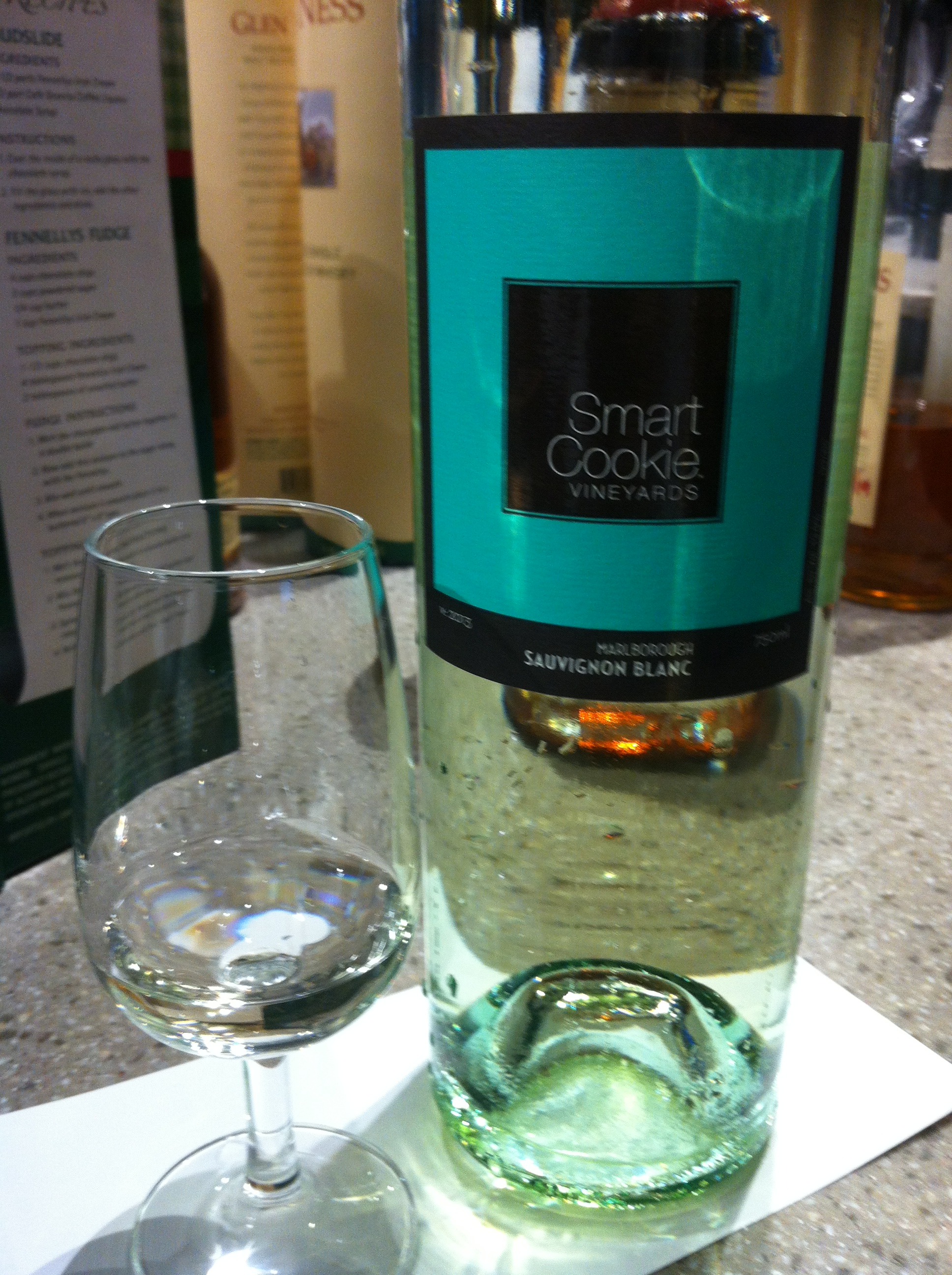
بلانك ساوفيجنون من مارلبورو..

في تسعينيات القرن الماضي، أصبح نبيذ ساوفيجنون بلانك يوزع في المناطق المناخية البحرية في نيوزيلندا، بالإضافة إلي الجزيرة الجنوبية. نبيذ ساوفيجنون بلانك شائع في سوق النبيذ. في منطقة نبيذ مارلبورو، أصبحت التربة الرملية الموجودة فوق الألواح الصخرية هي أكثر المواقع المرغوبة للزراعة، بسبب الصرف الجيد للتربة وضعف الخصوبة الذي يشجع الكرمة على تركيز نكهاتها في محاصيل أقل. جريان التربة الواسعة الموجود في سهل الفيضان بوادي نهر وايراو من الشرق إلى الغرب يمكن أن يؤدي إلى خلق مجموعة متنوعة من النكهات لكروم العنب المزروع بين الشمال والجنوب مع التربة الثقيلة التي تنتج المزيد من النبيذ العشبي من العنب الذي ينضج متأخرا والكروم المزروع في تربة حجرية الذي ينضج مبكرا ويضفي نكهات أكثر خصوبة واستوائية. اختلافات التربة وقرارات وقت الحصاد التي يتخذها منتجي النبيذ، هي التي تضيف عنصرا فريدا إلى نبيذ ساوفيجنون النيوزلندي.
جغرافيا الجزيرة الجنوبية الضيقة والطويلة تؤدي إلى عدم وجود كروم على بعد أكثر من 80 ميل من الساحل. المناخ البحري البارد للمنطقة يسمح بموسم نمو طويل وثابت حيث يمكن أن ينضج العنب ويطور توازنا طبيعيا للأحماض والسكريات. هذا يبرز النكهات القوية التي تميز نبيذ ساوفيجنون النيوزلندي. في الآونة الأخيرة، جذب كل من منطقة وايبارا ومنطقة جيسبورن الموجودان في الجزيرة الجنوبية ومنطقة خليج هوكس الموجودة في الجزيرة الشمالية الانتباه لإنتاجهم لنبيذ ساوفيجنون بلانك، تظهر اختلافات قليلة بين نبيذ هذه المناطق والنبيذ الموجود في مارلبورو. تشتق نكهة الهليون وعنب الثعلب والنكهة الخضراء المرتبطة بشكل شائع مع نبيذ ساوفيجنون بلانك النيوزلندي من مركبات النكهة المعروفة باسم ميثوكسيبيرازينات التي تصبح أكثر وضوحا وتركيزا من نبيذ المناطق المناخية الباردة. النكهات الناضجة مثل نكهة فاكهة العاطفة، خشب البقس، قد تكون مدفوعة بتركيزات الثيول.

### أمريكا الشمالية

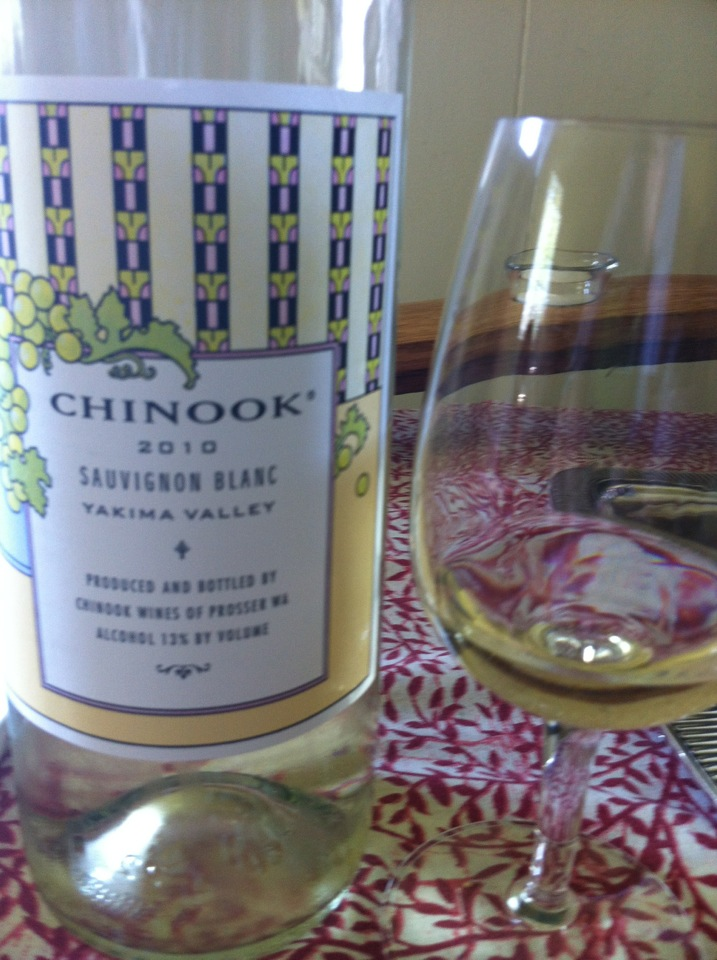
بلانك ساوفيجنون من وادي ياكيما بولاية واشنطن.

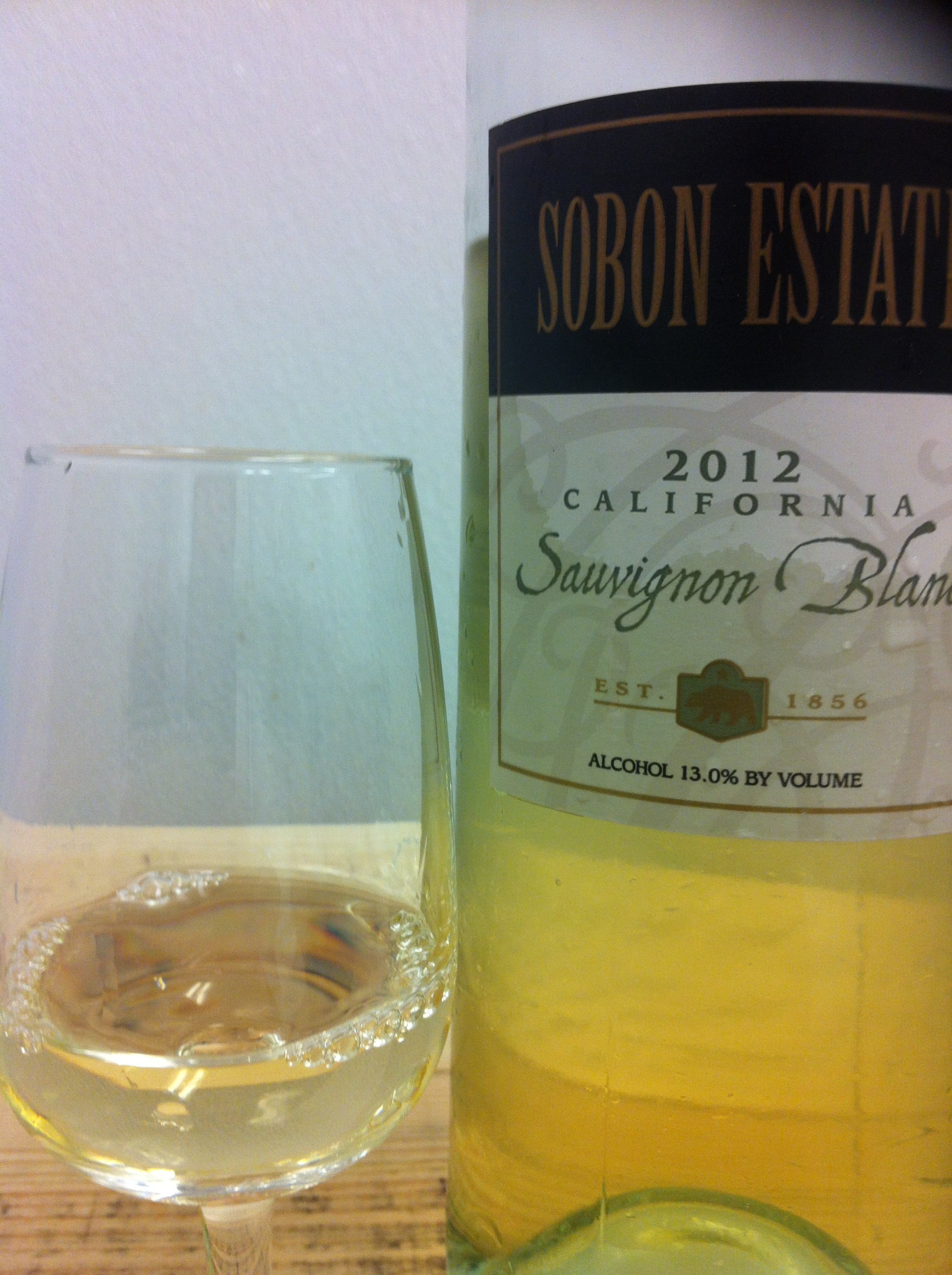
نبيذ ساوفيجنون بلانك من كاليفورنيا.

في أمريكا الشمالية، تعد كاليفورنيا المنتج الرئيسي لنبيذ ساوفيجنون بلانك مع وجود المزارع في ولاية واشنطن وفي شبه جزيرة نياجرا ووادي أوكاناغان في كندا. يزرع ساوفيجنون أيضا في مناطق صغيرة في ولاية أوهايو على طول بحيرة إيري ونهر أوهايو. يعرف أيضا النبيذ المنتج من عنب ساوفيجنون بلانك في كاليفورنيا باسم فومي بلان. تم صنع هذا النبيذ في كاليفورنيا لأول مرة من قبل مصنع روبرت موندافي للنبيذ في وادي نابا في عام 1968. حينها قد عرض مزارع على موندافي محصول عنب ساوفيجنون بلانك الجيد بشكل خاص. في ذلك الوقت، كان للصنف سمعة سيئة في كاليفورنيا بسبب نكهته العشبية ورائحته السيئة.
قرر موندافي محاولة ترويض هذه الرائحة السيئة بجرثومة البرميل وأطلق النبيذ تحت اسم فومي بلان كإشارة إلى الفرنسية بويلي فومي. يعد استخدام المصطلح أساس قاعدة تسويقية حيث يختار صانعي النبيذ في كاليفورنيا أي اسم يفضلونه. تم تسويق نبيذ ساوفيجنون بلانك البلوطي والغير مغطى تحت اسم فومي بلانك. تميل أوراق ساوفيجنون في كاليفورنيا إلى الانقسام. يتميز ساوفيجنون بلانك المتأثر بالنيوزيلنديين بمزيد من النغمات العشبية مع أوراق الحمضيات وفاكهة العاطفة. فومي بلان المتأثر بموندافي أكثر استدارة مع أوراق البطيخ.

### مناطق أخرى
بدأ ساوفيجنون في اكتساب شهرة في مناطق في جنوب أفريقيا مثل ستيلينبوش ودوربانفيل ومناطق أخرى في إيطاليا مثل كوليو جوريزيانو. ساوفيجنون بلانك هو أحد المكونات الرئيسية في نبيذ مافتو ديلا سالا، أحد أشهر أنواع النبيذ الحلو في ايطاليا.

## زراعة الكروم

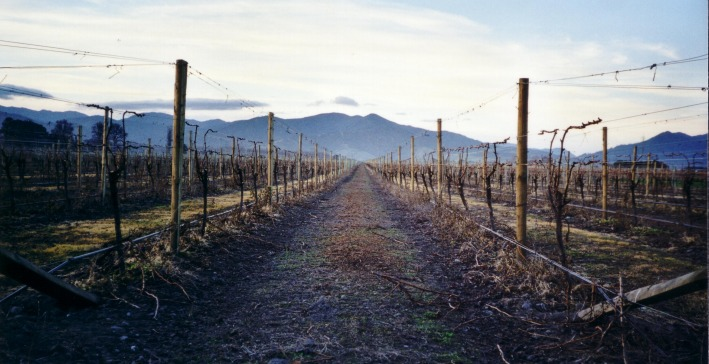
كروم ساوفيجنون بلانك في مارلبورو، نيوزيلندا.

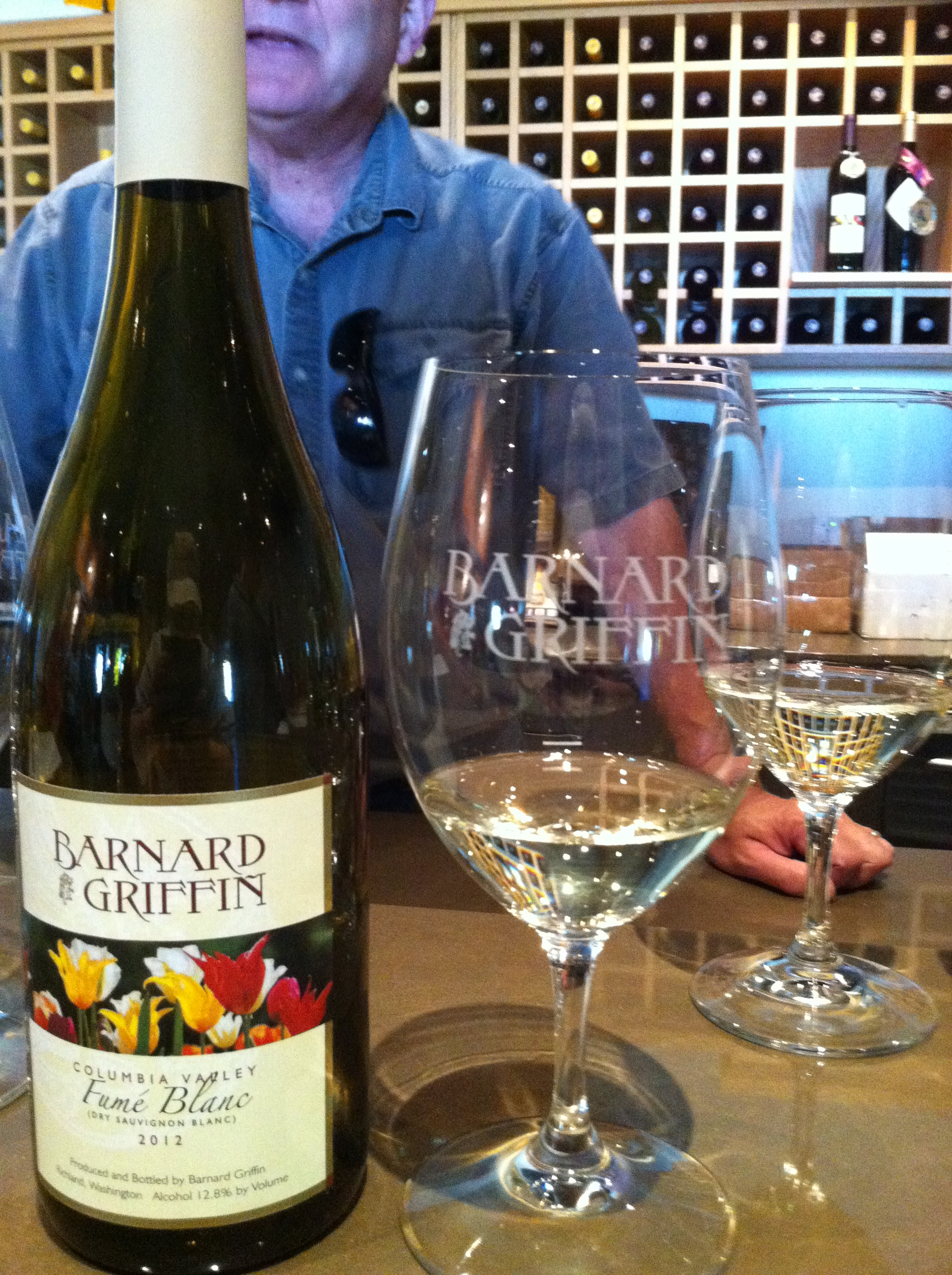
كروم ساوفيجنون بلانك في واشنطن.

في تشيلي ونيوزيلاندا يحصد صانعي النبيذ العنب على فترات زمنية مختلفة، بسبب خصائص المزج المختلفة التي يمكن أن ينقلها العنب اعتمادا على مستويات نضجه. في أكثر مراحله الغير ناضجة، يكون العنب غني بحمض الماليك. كلما تقدم نضج العنب أكثر، يطور العنب نكهات الفلفل الأحمر والأخضر ويحقق في النهاية توازنا في السكريات. تأتي النكهات المميزة لساوفيجنون بلانك من المواد الكيميائية لميثوكسيبيرازينات. قد يظهر العنب المزروع في وادي وايراو في مارلبورو مستويات مختلفة من النضج فوق الكروم، بسبب تفاوت طفيف في التربة وإعطاء مظهر نكهة مشابه للنبيذ الناتج.
يمكن أن يتأثر ساوفيجنون بلانك بشكل كبير بالقرارات التي تؤخذ عند عملية صنع النبيذ. أهم هذه القرارات هو مقدار الاتصال الذي يجب أن يكون مع جلود العنب. في السنوات الأولى لصناعة النبيذ النيوزيلندي، لم تكن هناك مصانع نبيذ في الجزيرة الجنوبية، مما يعني أن العنب المقطوف حديثا كان يجب نقله بالشاحنات ثم نقله إلى الجزيرة الشمالية، غالبا ما يصل إلى أوكلاند. سمح ذلك بتعرض الجلود المطول والعصير لأشعة الشمس مما يزيد من شدة ونقاوة النبيذ. بعض صانعي النبيذ، مثل الموجودين في لوار، من الضروري ترك كمية صغيرة من النبيذ على الجلد لأغراض المزج في وقت لاحق. يتجنب صانعي النبيذ الآخرون، كما هو الحال في كاليفورنيا عموما، أي ملامسة للجلد بسبب انخفاض قدرة النبيذ الناتج على الشيخوخة.
درجة الحرارة أيضا من القرارات المهمة التي يجب أن تؤخذ عند صناعة النبيذ، حيث يفضل صانعي النبيذ الفرنسيون التخمير الأكثر دفئا، تكون درجة الحرارة تتراوح ما بين 16 إلى 18 درجة مئوية، ذلك يبرز النكهات المعدنية في النبيذ، بينما يفضل صانعي النبيذ في العالم الجديد درجات حرارة أكثر برودة قليلا لإخراج المزيد من نكهة الفاكهة والنكهات الاستوائية. ستخضع أقلية صغيرة من صانعي النبيذ في لوار إلى تخمير مالولاكتيك، وهي ممارسة غالبا ما ترتبط بالنبيذ النيوزيلندي.
يمكن أن يكون لشيخوخة البلوط تأثير واضح على النبيذ، حيث يكمل البلوط النكهات ويخفف الحموضة العالية الطبيعية للعنب. يفضل بعض صانعي النبيذ، مثل صانعي النبيذ في نيوزيلندا وسانسير، خزانات التخمير المصنوعة من الفولاذ المقاوم للصدأ على البراميل بهدف الحفاظ على التركيز الحاد وكثافة النكهة.

## وصلات خارجية
- الرسم البياني لخمر نيوزلاندا.
- أخبار الخمر، "الوجوه الأربعة لكاليفورنيا ساوفيجنون بلانك".
- زراعة الكروم
- نبيذ ساوفيجنون بلانك، الذوق، الطعم والمناطق.
- جولة داخل حقول زراعة كروم ساوفيجنون بلانك
- معلومات عن نبيذ ساوفيجنون بلانك- الباحث عن النبيذ.
- النبيذ الأبيض لساوفيجنون بلانك.

اليوتيوب
- كل ما تريد معرفته عن نبيذ ساوفيجنون بلانك.
- فرنسا ضد نيوزلاندا. من يقدم نبيذ ساوفيجنون بلانك أفضل؟
- ارتباط نبيذ ساوفيجنون بلانك بالطعام